# محسن چاوشی
محسن چاوشی حسینی (زادهٔ ۸ مرداد ۱۳۵۸) خواننده، ترانه‌سرا و آهنگساز ایرانی است. چاوشی فعالیت حرفه‌ای خود را در زمینهٔ موسیقی در سال ۱۳۸۲ با آلبوم نفرین آغاز کرد و پس از پنج سال فعالیت زیرزمینی و تولید سه آلبوم دیگر، توانست برای یه شاخه نیلوفر (۱۳۸۷) از وزارت ارشاد مجوز رسمی دریافت کند. او تاکنون ۱۱ آلبوم استودیویی رسمی منتشر کرده و برای امیر بی‌گزند (۱۳۹۵) موفق به دریافت جایزهٔ باربد بهترین آلبوم پاپ، از سی و دومین جشنوارهٔ موسیقی فجر شده است.
جسارت چاوشی در به‌کارگیری سبک‌های موسیقایی و ترانه‌های متفاوت و همچنین واکنش‌هایش به رویدادهای روز، باعث شده هوادارانش به او لقب آقای خاص بدهند. بخشی از شهرت فراگیر چاوشی به آهنگسازی و خوانندگی برای فیلم‌های سینمایی و سریال‌ها مربوط می‌شود. سنتوری (۱۳۸۵) نخستین فیلمی بود که چاوشی ساخت موسیقی متن و تیتراژش را به عهده داشت و برای آن جوایزی هم کسب کرد که بر ادامهٔ فعالیت‌های حرفه‌ای او اثرگذار بود. سال‌ها بعد چاوشی برای هر سه فصل سریال شهرزاد (۱۳۹۴) چند ترانه ساخت که همزمان با پخش قسمت‌های سریال منتشر می‌شدند.
با وجود اینکه چاوشی حضور کمرنگی در محافل اجتماعی دارد و تاکنون کنسرت نیز برگزار نکرده، اما در طول سال‌های فعالیتش با حاشیه‌هایی روبه‌رو بوده است. از جمله اینکه به دلیل انتقادات تندوتیزی که در بحران‌های اجتماعی به نهادهای مسئول داشته، بارها شایعهٔ ممنوعیتش از کار منتشر شده است. بااین‌حال همکاری‌های پرتعداد چاوشی با نهادهای حاکمیتی باعث شده عده‌ای به او برچسب خوانندهٔ حکومتی بزنند. اما محسن چاوشی در پست اینستاگرامی خود در پاسخ به تمجید سپاه پاسداران از او در مراسمی نوشت: شک دارم به شعری که زندانی و زندان بان باهم زمزمه می‌کنند.

## زندگی
محسن چاوشی زادهٔ خرّمشهر است و اصالتی کُردتبار دارد. خانواده وی با توجه به شرایط کاری که پدرش به عنوان کارمند شرکت نفت داشت به خرمشهر مهاجرت کردند و محسن در خرمشهر زاده شد. وی فرزند ششم خانواده و دارای دو خواهر و سه برادر (مهراد، فرهاد و هوشنگ) است. پس از اشغال خرمشهر در زمان جنگ، خانواده او به شهرهای کرمانشاه، مشهد (ساکن شهرک عرب‌های مشهد)، و نهایتاً تهران مهاجرت کردند. او در سال ۱۳۸۸ با اسپاکو یوسفی ازدواج کرد و در سال ۱۳۹۲ صاحب فرزندی پسر به نام زانکو شد.

## فعالیت حرفه‌ای
محسن چاوشی پس از دریافت فوق دیپلم حسابداری و پایان دورهٔ سربازی، فعالیت حرفه‌ای خود را در زمینهٔ موسیقی در سال ۱۳۸۲ با آلبوم نفرین آغاز کرد و پس از گرفتن مجوز در سال ۱۳۸۷ آلبوم یه شاخه نیلوفر را منتشر کرد. از وی تاکنون بیش از ۲۰۰ قطعه موسیقی شنیده شده است، که شامل ۱۱ آلبوم و نیز چندین تک‌آهنگ است.
محسن چاوشی خواننده و آهنگساز ترانه‌های فیلم سینمایی سنتوری ساختهٔ داریوش مهرجویی بود. چاوشی همچنین یک قطعه برای تیتراژ پایانی فیلم سینمایی لامپ ۱۰۰ به کارگردانی سعید آقاخانی خواند.
چاوشی خواننده ترانه‌های سریال شبکۀ خانگی شهرزاد ساختهٔ حسن فتحی است که این ترانه‌ها خصوصاً تک‌آهنگ کجایی نقش بسزایی در محبوبیت او داشت.
محسن چاوشی دربارهٔ شیوهٔ ضبط صدایش برای آهنگ‌های فیلم سنتوری می‌گوید: «چاره‌ای جز این نداشتم که در خانه و در یکی از اتاق‌هایمان کار ضبط را انجام بدهم. به کمک مادرم یک پتو را با میخ به جلوی پنجره زدیم و دیوارها را هم با پتو پوشانیدم تا صدا نپیچد. مادرم از اتاق بیرون رفت و با یک پتو از بیرون، در اتاق را پوشاند. خودم هم از این طرف در، یک پتو آویزان کردم تا بتوانم در نهایت فضایی را در اختیار داشته باشم که در آن بشود وکال گرفت. پس از همه این ماجراها، پتو را کشیدم روی سرم و در همان شرایط خواندم و همه وکال را ضبط کردم. از زیر پتو که بیرون آمدم، «علی سنتوری» به دنیا آمده بود. همان نسخه هم نهایی شد و پخش شد».

### کنسرت
از زمان پخش نخستین آلبوم او نفرین تا به امروز، شایعات زیادی مبنی بر برگزاری کنسرت توسط چاوشی شنیده شده است و عده‌ای هم دست به سوءاستفاده‌هایی این چنینی در این زمینه کرده‌اند.
چاوشی پس از کسب مجوز و در آستانۀ انتشار دومین آلبوم رسمی خود، در اردیبهشت ۱۳۸۸ طی نامه‌ای به هوادارانش اعلام کرد که در حال جمع کردن بند و نوشتن پارت است و کنسرتی پس از پخش آلبوم ژاکت برگزار خواهد کرد. اما پس از گذشت مدتی از آن زمان و انتشار آلبوم این اتفاق رخ نداد. گفته می‌شد تا چندی پیش شهاب اکبری مسئول جمع کردن گروه برای چاوشی بود که احتمال دارد پیش از او فرد دیگری مسئولیت این کار را بر عهده داشته است.
شاید هیچ خوانندۀ مطرحی پیدا نشود که با گذشت ۱۰ سال از مطرح شدن نام و فعالیتش، کنسرتی برگزار نکرده باشد. همین امر باعث شده عده‌ای بگویند چاوشی توان اجرای زنده را ندارد، اما خود او گفته بهتر از هر کسی در اجرای زنده مهارت دارد. در اردیبهشت ۱۳۹۴ چاوشی در مصاحبه‌ای دربارهٔ عدم برگزاری کنسرت گفت: «در ایران کنسرت بیشتر شبیه جنگ شادی است تا کنسرت موسیقی، برف شادی می‌زنند و یکباره از توی جعبه در می‌آیند و روی سن ظاهر می‌شوند. صدابردار خوب هم که نداریم. برای همین در بیشتر کنسرت‌ها نه هارمونی وجود دارد، نه آن صداهایی که لازم است مخاطب موسیقی از سازها بشنود و صدابرداری شود. فقط یک کار باری به هر جهت ارائه می‌دهند که من اهلش نیستم».

### اجرای زنده
محسن چاوشی تاکنون به صورت تمرینی دو ترانۀ زخم زبون و خاکستر را به صورت زنده اجرا و ضبط کرده است. او در تیرماه سال ۱۳۹۵ برای اولین بار قسمتی از قطعۀ متأسفم برات را به صورت زنده اجرا و در صفحۀ اینستاگرام خود منتشر کرد.

## حاشیه‌ها
- محسن چاوشی در اواسط دوره کاری خود از طریق یکی از دوستان با حامد هاکان آشنا شد و این دو چند کار مشترک نیز با همکاری یکدیگر به انجام رساندند که از جمله آنها ترانه معروف نشکن دلمو بود. همکاری ای که در نهایت به بروز اختلاف میان این دو خواننده انجامید، به‌طوری که در مراسم تشییع حامد هاکان هیچ‌یک از همکاران قدیمی وی همچون چاوشی و یگانه و فرزین حضور نیافتند!
- چاوشی قرار بود خواننده تیتراژ فیلم چ ساخته ابراهیم حاتمی‌کیا باشد،[۲۶] اما به دلیل اظهارات حاتمی‌کیا در نشست خبری فیلم چ که در این رابطه گفته‌بود «فیلم بسته شده بود و پس از آن، آقای چاوشی فیلم را دیدند. ایشان خیلی با چ ارتباط برقرار کرد و آن را دوست داشت و در نهایت هم قرار شد یک کار آزاد در این‌باره انجام دهد نه برای تیتراژ.»، محسن چاوشی در صفحه شخصی خودش نوشت «به دلیل طرح ادعاهایی سراسر وارونه و کذب دربارهٔ نحوه همکاری بنده با پروژه چ در نشست مطبوعاتی این فیلم در جشنواره، بهتر است کماکان سنتوری اولین و آخرین تجربه سینمایی‌ام باشد.»[۲۷]
- در پی قرار گرفتن ریمیکس آهنگ‌های قطار و عروس من در نظرسنجی برنامۀ «هفت ترانه» شبکهٔ شما و همچنین پخش آهنگ قطار به عنوان تیتراژ برنامهٔ ساعت ۲۵، از شبکۀ پنج صدا و سیما محسن چاوشی بیانیه‌ای را صادر کرد. وی نیز اعلام کرد: «برای پخش هیچ‌یک از قطعات آلبوم‌هایم از من اجازه گرفته نشده است».[۲۸]
- چاوشی برای نخستین بار در طول سال‌های فعالیت خود، در میان مردم و در کنسرت مهدی یراحی در سال ۹۲ به عنوان مهمان حضور پیدا کرد که ویدئویی نیز از حضور وی انتشار یافت و جنجالی به پا شد.[۲۹] اگرچه تا پیش از این گفته می‌شد، محسن چاوشی چند بار به شکلی پنهانی به کنسرت‌های خوانندگان مختلف رفته است.[۱۶]
- چاوشی پیشنهاد همکاری در پروژهٔ سنتوری مرد پاییزی اثر داریوش مهرجویی را به صورت غیرمستقیم و محترمانه رد کرد.[۳۰] وی با درخواست مبلغی عدم رضایت خود را به مهرجویی نشان داد که با واکنش شدید وی روبه‌رو شد. جالب توجه است که پس از آن بهرام رادان (بازیگر نقش اول فیلم)، اردوان کامکار (نوازندۀ ساز سنتور) و یاس (خوانندۀ بنام هیپ هاپ) نیز درخواست مهرجویی را برای حضور در این فیلم رد کردند.
- در جریان فصل دوم برنامۀ استیج، شهرام آذر مدعی شد که محسن چاوشی صدایش را در دستگاه بازسازی می‌کند و این صدای خودش نیست. پس از این ادعا، چاوشی پستی در اینستاگرامش منتشر کرد و در آن نوشت: «من غریبم و غریب را کاروانسرا لایق است». او همچنین در کامنتی از هواداران خود درخواست کرد که به فردی که این ادعا را مطرح کرده بود، توهین نکنند. او همچنین دو ویدئو از آواز خواندنش منتشر کرد.[۳۱][۳۲]
- خبر ممنوع‌الفعالیت شدن چاوشی در ۸ خرداد ۱۳۹۷ به‌خاطر انتشار قطعۀ خوزستان با ترانه‌ای از حسین صفا در سالروز آزادی خرمشهر در حالی در فضای مجازی مطرح شد که خود او این خبر را تکذیب کرد و مدعی شد که این خبر صحت ندارد.[۳۳][۳۴][۳۵][۳۶][۳۷]
- در پی انتشار دو ترانۀ او و شرح الف با خوانندگی، آهنگ‌سازی و ترانه‌سرایی محسن چاوشی، محمدرضا یزدان‌پرست روزنامه‌نگار و مجری تلویزیون ایران نقدهایی به چاوشی در مقام ترانه‌سرا منتشر کرد که با همراهی برخی دیگر از منتقدان و پاسخ و واکنش جمعی دیگر روبه‌رو شد.[۳۸]
- وی در سال ۱۳۹۹ پس از اینکه بدون اطلاع او نامش را در فهرست کاندیداهای رویداد سراسری تولید محتوای دیجیتال بسیج قرار دادند این اقدام را لجن‌پراکنی نامید و با انتشار بیانیهٔ تندی آن را مصادره به مطلوب، تلاشی مذبوحانه و یک شوخی خنده‌دار دانست و نوشت: «شک دارم به ترانه‌ای که زندانی و زندانبان با هم آن را زمزمه می‌کنند».[۳۹]
- در ۲۵ آبان ۱۴۰۱ چاوشی در توئیتر اعلام کرد که ترانهٔ خلیج فارس قدیمی است و او با تیم ملی فوتبال ایران همکاری ندارد. او همچنین گفت «تأکید می‌کنم که هیچ رسانه، ارگان، نهاد و… حق استفاده از آثارم را ندارد. فوتبال و ملحقاتش، تنها چیزی‌ست که این روزها ذره‌ای برایم اهمیت ندارد».[۴۰]

## فعالیت‌های بشردوستانه
- محسن چاوشی در دههٔ ۱۳۹۰ علاوه بر فعالیت حرفه‌ای، به فعالیت‌های خیریه به‌ویژه برای آزادی محکومان به اعدام روی آورد به طوری که تا پایان سال ۱۳۹۹ با جمع‌آوری مبالغ، ۳۷۰ زندانی و اعدامی جرایم غیرعمد را آزاد کرده و برای ۱۱۰ فرد مبتلا به بیماری سخت کمک کرده است.[۴۱][۴۲]
- مدیرعامل ستاد مردمی رسیدگی به امور دیه و کمک به زندانیان نیازمند در تاریخ ۹ مرداد ۱۴۰۱ گفت: در ۲ سال اخیر تعداد ۸۵۱ زندانی غیربزهکار تحت حمایت ستاد دیه کشور با رقم اهدایی هفت میلیارد و ۴۵۰ میلیون تومانی علاقمندان و دنبال‌کنندگان صفحه اجتماعی محسن چاوشی از بند حبس رهایی یافته‌اند.[۴۳][۴۴][۴۵][۴۶][۴۷][۴۸][۴۹][۵۰][۵۱]
- چاوشی همزمان با عید غدیر مقارن با جمعه ۱۶ تیرماه ۱۴۰۲ «جمعیت حیدر» را برای حمایت از ایتام و نیازمندان راه‌اندازی کرده است.[۵۲][۵۳]
- در سال ۱۴۰۳، محسن چاوشی ۶۰۰ زندانی را آزاد کرد.[۵۴]

## ترانه‌شناسی

### آلبوم‌ها
| سال       | نام آلبوم        | ناشر(ها)                         | توضیحات                                        |
| --------- | ---------------- | -------------------------------- | ---------------------------------------------- |
| ۱۳۸۳      | نفرین            |                                  | آلبوم غیررسمی                                  |
| ۱۳۸۴      | خودکشی ممنوع     |                                  | آلبوم غیررسمی                                  |
| ۱۳۸۴      | لنگه کفش         |                                  | آلبوم غیررسمی                                  |
| ۱۳۸۵      | متأسفم           | آوای باربد                       | آلبوم غیررسمی                                  |
| ۱۳۸۶/۱۳۹۰ | سنتوری           | Nima Records / ایران‌گام          | آلبوم غیررسمی در سال ۱۳۸۶ / چهارمین آلبوم رسمی |
| ۱۳۸۷      | یه شاخه نیلوفر   | آوای باربد                       | اولین آلبوم رسمی                               |
| ۱۳۸۸      | سلام آقا         | تصویر دنیای هنر                  | آلبوم گروهی                                    |
| ۱۳۸۸      | ژاکت             | ایران‌گام                         | دومین آلبوم رسمی                               |
| ۱۳۸۹      | هشت              | هنرنمای پارسیان و ایران‌گام       | آلبوم گروهی                                    |
| ۱۳۸۹      | حریص             | تصویر دنیای هنر                  | سومین آلبوم رسمی                               |
| ۱۳۹۰      | خاص              | آوای فروهر                       | آلبوم گروهی                                    |
| ۱۳۹۰      | پرچم سفید        | تصویر گستر پاسارگاد              | پنجمین آلبوم رسمی                              |
| ۱۳۹۰      | دلصدا            | دفتر مطالعات هنری بشارت          | آلبوم گروهی                                    |
| ۱۳۹۱      | من خود آن سیزدهم | تصویر گستر پاسارگاد و آوای باربد | ششمین آلبوم رسمی                               |
| ۱۳۹۳      | من و ما          | تصویر دنیای هنر                  | آلبوم گروهی                                    |
| ۱۳۹۳      | منو از یاد ببر   | آی‌تیونز استور                    | آلبوم غیررسمی                                  |
| ۱۳۹۳      | پاروی بی‌قایق     | تصویر گستر پاسارگاد              | هفتمین آلبوم رسمی                              |
| ۱۳۹۵      | امیر بی‌گزند      | تصویر گستر پاسارگاد              | هشتمین آلبوم رسمی                              |
| ۱۳۹۷      | ابراهیم          | Pardis Records سامانه ۷۸۰        | نهمین آلبوم رسمی                               |
| ۱۳۹۸      | بی‌نام            | ایران‌گام                         | دهمین آلبوم رسمی                               |
| —         | واحدا            |                                  | یازدهمین آلبوم رسمی                            |

### سینمایی، تلویزیونی و نمایش خانگی
| سال انتشار | نام قطعه(ها)          | توضیحات                                                                                                  |
| ---------- | --------------------- | --- |
| ۱۴۰۴       | بعد از تو             | آهنگ سریال آبان، نمایش خانگی                                                                             |
| ۱۴۰۴       | زندان‌بان              | آهنگ سریال آبان، نمایش خانگی                                                                             |
| ۱۴۰۳       | کولی                  | آهنگ سریال آبان، نمایش خانگی                                                                             |
| ۱۴۰۳       | ساعت دیواری           | آهنگ سریال آبان، نمایش خانگی                                                                             |
| ۱۴۰۲       | بی بدن                | تیتراژ فیلم سینمایی بی‌بدن                                                                                |
| ۱۴۰۲       | تلو                   | آهنگ سریال زخم کاری ۲: بازگشت، نمایش خانگی                                                               |
| ۱۴۰۲       | زخم کاری              | آهنگ سریال زخم کاری ۲: بازگشت، نمایش خانگی                                                               |
| ۱۴۰۲       | من باید می‌رفتم        | آهنگ سریال رهایم کن، نمایش خانگی                                                                         |
| ۱۴۰۲       | رهایم کن              | آهنگ سریال رهایم کن، نمایش خانگی                                                                         |
| ۱۴۰۱       | یاد چشم تو می‌افتم     | تیتراژ پایانی سریال شبکه نمایش خانگی عقرب عاشق                                                           |
| ۱۴۰۱       | پستچی                 | تیتراژ پایانی سریال شبکه نمایش خانگی عقرب عاشق                                                           |
| ۱۴۰۱       | قشنگ من               | تیتراژ پایانی سریال شبکه نمایش خانگی آمستردام                                                            |
| ۱۴۰۰       | باب دلمی              | تیتراژ پایانی سریال شبکه نمایش خانگی خسوف                                                                |
| ۱۴۰۰       | کجا بودی              | تیتراژ ابتدایی سریال شبکه نمایش خانگی خسوف                                                               |
| ۱۳۹۹       | هم‌گناه                | موزیک ویدیوی سریال شبکه نمایش خانگی هم‌گناه                                                               |
| ۱۳۹۸       | شبی که ماه کامل شد    | موزیک ویدیوی فیلم سینمایی شبی که ماه کامل شد                                                             |
| ۱۳۹۸       | جورچین                | تیتراژ سریال دلدار از شبکه دو سیما در ماه رمضان                                                          |
| ۱۳۹۷       | ناوک                  | ویژه برنامهٔ تحویل سال نو از شبکه پنج سیما                                                                |
| ۱۳۹۷       | حلالم کن              | تیتراژ فیلم سینمایی ژن خوک                                                                               |
| ۱۳۹۷       | چه شد…                | تیتراژ سریال بانوی عمارت از شبکه سه سیما                                                                 |
| ۱۳۹۶       | دلبر                  | موزیک ویدیو مصادره                                                                                       |
| ۱۳۹۷–۱۳۹۶  | شهرزاد (فصل ۳)        | خواننده و آهنگساز ترانه‌های سریال شهرزاد (فصل ۳)                                                          |
| ۱۳۹۶       | مریض‌حالی              | تیتراژ سریال سایه‌بان از شبکه دو سیما دریافت جایزه بهترین دستاورد ویژه هنری از پنجمین دورهٔ جشنواره جام جم |
| ۱۳۹۶       | شهرزاد (فصل ۲)        | خواننده و آهنگساز ترانه‌های سریال شهرزاد (فصل ۲) اثر حسن فتحی                                             |
| ۱۳۹۴       | شهرزاد (فصل ۱)        | خواننده و آهنگساز ترانه‌های سریال شهرزاد اثر حسن فتحی                                                     |
| ۱۳۹۴       | مادر                  | برنامه مهربانو از شبکه سه سیما در ایام نوروز                                                             |
| ۱۳۹۳       | بید بی‌مجنون           | تیتراژ فیلم سینمایی لامپ ۱۰۰                                                                             |
| ۱۳۹۱       | زندگی                 | برنامهٔ زندگی و تحصیلات عالی از شبکه سه سیما                                                              |
| ۱۳۹۱       | واسه آبروی مردمت بجنگ | برنامهٔ پشت صحنه از شبکه سه سیما                                                                          |
| ۱۳۹۰       | لباس نو               | ویژه برنامهٔ تحویل سال نو از شبکه دو سیما                                                                 |
| ۱۳۸۶       | سنتوری                | خواننده و آهنگساز ترانه‌های فیلم سنتوری                                                                   |

## جوایز و افتخارات
- در هفتمین دورهٔ جشنوارهٔ بین‌المللی «کرافیلم» در کراچی، پاکستان جایزۀ بهترین موسیقی متن فیلم به محسن چاوشی و اردوان کامکار برای فیلم سنتوری رسید.[۶۰]
- در جشنوارهٔ «حافظ»، جایزهٔ بهترین موسیقی متن فیلم به محسن چاوشی برای فیلم سنتوری رسید.[۶۱]
- در نخستین جشنوارۀ سالانۀ موسیقی ما، در بخش مردمی، جوایز بهترین آهنگسازی پاپ، بهترین آلبوم پاپ (من خود آن سیزدهم)، بهترین ترانهٔ پاپ (غلط کردم غلط)، بهترین کاور آلبوم (کاور آلبوم من خود آن سیزدهم) و بهترین تیتراژ (واسه آبروی مردمت بجنگ، به همراهی فرزاد فرزین)، به محسن چاوشی تعلق گرفت.[۶۲]
- برندهٔ تندیس بهترین قطعهٔ پاپ خارج از آلبوم موسیقی (برای قطعه «چشمهٔ طوسی»)، بخش کارشناسی، از سومین جشنوارهٔ سالانهٔ موسیقی‌ما در سال ۱۳۹۳[۶۳]
- در اختتامیۀ سی و دومین «جشنوارۀ موسیقی فجر» جایزۀ باربد بهترین آلبوم موسیقی پاپ به آلبوم «امیر بی‌گزند» محسن چاوشی تعلق گرفت.[۶۴][۶۵]
- برندۀ جایزه بهترین آلبوم پاپ برای آلبوم «امیر بی‌گزند» از جشنوارۀ موسیقی ما
- تجلیل در چهاردهمین دورۀ همایش مولانا[۶۶]
- دریافت جایزۀ بهترین دستاورد ویژۀ هنری برای قطعهٔ «مریض حالی» از پنجمین دورهٔ جشنواره جام جم[۵۹]
- نامزد بهترین ترانۀ تیتراژ در جشن نوزدهم دنیای تصویر برای مجموعۀ تلویزیونی بانوی عمارت
- تندیس حافظ افتخاری برای محسن چاوشی به پاس خلق آثار درخشانش در سال گذشته و همچنین فعالیت مؤثر اجتماعی در زمینۀ آزادسازی زندانیان جرایم غیرعمد در سال ۱۴۰۲[۶۷]
- برندۀ تندیس حافظ بهترین موسیقی تیتراژ برای فیلم بی‌بدن[۶۸]

## [۶۹]منابع
1. ↑  «محسن چاوشی از ایران می‌رود؟». موسیقی ما. دریافت‌شده در ۲۰ تیر ۱۳۹۲.
2. ↑  «مصاحبه با آقای خاص موسیقی ایران». موسیقی ایرانیان. دریافت‌شده در ۲۰ تیر ۱۳۹۲.
3. ↑  «جدایی محسن چاوشی از همسرش». تهران نیوز. ۲۵ دی ۱۳۹۸. بایگانی‌شده از اصلی در ۲۹ ژانویه ۲۰۲۱.
4. ↑  «محسن چاووشی با ˝پاروی بی‌قایق˝ آمد». هنرآنلاین. دریافت‌شده در ۱۷ شهریور ۱۳۹۷.
5. ↑  «پاروی بی‌قایق؛ تازه‌ترین‌آلبوم محسن چاووشی منتشر می‌شود». همشهری. دریافت‌شده در ۱۷ شهریور ۱۳۹۷.
6. ↑  همشهری. «زندگینامه: محسن چاوشی (۱۳۵۸-)».
7. ↑  «صفحهٔ زندگی‌نامه از وبگاه رسمی محسن چاوشی». بایگانی‌شده از اصلی در ۲۹ اوت ۲۰۱۳. دریافت‌شده در ۲۶ اوت ۲۰۱۳.
8. ↑  تسنیم. «یادداشت میهمان».
9. ↑  «برگزیدگان جایزه «بارید» جشنواره موسیقی فجر معرفی شدند». ایرنا. دریافت‌شده در ۲۰۲۳-۱۱-۱۷.
10. ↑  «چاووشی: ماجرای عشقی خاصی نداشتم/ همکاری‌ام با فصل دوم «شهرزاد» قطعی نیست». فرارو. ۱۳۹۵-۰۱-۰۸. دریافت‌شده در ۲۰۲۳-۱۱-۱۷.
11. ↑  «آیا ابی از محسن چاوشی 'دلجویی' کرده؟». بی‌بی‌سی فارسی. دریافت‌شده در ۲۰۲۳-۱۱-۱۷.
12. ↑  گفت، وطن (۲۰۲۰-۰۵-۲۵). «محسن چاوشی «خوانندهٔ حکومتی» است؟». انصاف نیوز. دریافت‌شده در ۲۰۲۳-۱۱-۱۷.
13. ↑  «چیزهایی که احتمالاً دربارهٔ محسن چاوشی نمی‌دانید». خبرآنلاین. ۲۰۲۰-۰۷-۲۹. دریافت‌شده در ۲۰۲۳-۱۱-۱۷.
14. ↑  «زندگینامهٔ محسن چاوشی». وبگاه رسمی محسن چاوشی. بایگانی‌شده از اصلی در ۱۵ اکتبر ۲۰۱۴. دریافت‌شده در ۱۳ اکتبر ۲۰۱۴.
15. ↑  «همه چیز دربارهٔ محسن چاوشی». بایگانی‌شده از اصلی در ۲۸ ژوئیه ۲۰۱۳. دریافت‌شده در ۸ مرداد ۱۳۹۲.
16. 1 2 3  بیوگرافی محسن چاوشی در فیسبوک رسمی
17. ↑  «وبسایت رسمی». بایگانی‌شده از اصلی در ۲۲ مارس ۲۰۱۳. دریافت‌شده در ۵ آوریل ۲۰۱۳.
18. ↑  «عوامل فیلم «علی سنتوری»». ایران اکتور. بایگانی‌شده از اصلی در ۲ آوریل ۲۰۰۸. دریافت‌شده در ۶ آوریل ۲۰۰۸.
19. ↑  «مصاحبهٔ محسن چاوشی دربارهٔ سنتوری». ماهنامهٔ فیلم. دریافت‌شده در ۲۱ اردیبهشت ۱۳۹۲.
20. ↑  «مصاحبهٔ محسن چاوشی دربارهٔ نحوهٔ ضبط سنتوری». ماهنامه فیلم. دریافت‌شده در ۲۱ اردیبهشت ۱۳۹۲.
21. ↑  «صفاریان از همکاری با چاوشی می‌گوید». ترانه ماه. دریافت‌شده در ۲۸ دی ۱۳۹۱.
22. ↑  «مصاحبه‌ای با محسن چاوشی به بهانه نداشتن کنسرت». انتخاب.
23. ↑  «اجرای زنده قطعه زخم زبون». موسیقی ما. دریافت‌شده در ۵ آذر ۱۳۹۲.
24. ↑  «اجرای زنده قطعه خاکستر». صفحه رسمی محسن چاوشی در ساوند کلود. دریافت‌شده در ۵ آذر ۱۳۹۲.
25. ↑  "اولین اجرای زنده محسن چاوشی". خبرگزاری کار ایران - ایلنا.
26. ↑  «چاوشی برای «چ» حاتمی‌کیا می‌خواند». کافه سینما. دریافت‌شده در ۱۱ بهمن ۱۳۹۲.
27. ↑  «واکنش منفی چاوشی به صحبتهای حاتمی کیا در نشست فیلم «چ»». بانی فیلم. بایگانی‌شده از اصلی در ۲۱ فوریه ۲۰۱۴. دریافت‌شده در ۵ فوریهٔ ۲۰۱۴.
28. ↑  «اعتراض محسن چاوشی به پخش آهنگ‌هایش از صدا و سیما». دریافت‌شده در ۱۷ خرداد ۱۳۹۲.[پیوند مرده]
29. ↑  «امحسن چاوشی به کنسرت یراحی آمد». دریافت‌شده در ۸ مهر ۱۳۹۲.
30. ↑  عصر ایران. «ماجرای درخواست 500 میلیونی محسن چاووشی از داریوش مهرجویی».
31. ↑  «اتهام باورنکردنی خواننده لس آنجلسی به چاوشی / پاسخ چاوشی». هنر آنلاین.
32. ↑  معرفی آهنگ‌های محسن چاوشی بایگانی‌شده  در ۲۱ آوریل ۲۰۱۹ توسط Wayback Machine | بیا 4 موزیک
33. ↑  «محسن چاوشی ممنوع‌الفعالیت نیست». پایگاه خبری گلونی.
34. ↑  «محسن چاوشی ممنوع‌الکار شد». رکنا. ۸ خرداد ۱۳۹۷. دریافت‌شده در ۹ خرداد ۱۳۹۷.
35. ↑  «محسن چاوشی ممنوع‌الفعالیت شد؟ /خبر تکمیلی». ایران آرت. ۸ خرداد ۱۳۹۷. دریافت‌شده در ۹ خرداد ۱۳۹۷.
36. ↑  «محسن چاوشی ممنوع‌الکار شد». ایران آنلاین. ۸ خرداد ۱۳۹۷. بایگانی‌شده از اصلی در ۱۱ ژوئیه ۲۰۱۸. دریافت‌شده در ۹ خرداد ۱۳۹۷.
37. ↑  «محسن چاوشی ممنوع‌الکار شد». پارسینه. دریافت‌شده در ۹ خرداد ۱۳۹۷.
38. ↑  «نقدی بر انتقادها از محسن چاووشی که در روزنامه اعتماد آنلاین منتشر شده بود». ۲۲ فروردین ۱۳۹۸.
39. ↑  «بیانیه رسمی محسن چاوشی دربارهٔ قرار گرفتن نامش در کنار آمنه سادات ذبیح پور». اقتصاد24. دریافت‌شده در ۲۰۲۱-۰۳-۱۳.
40. ↑  «محسن چاووشی می‌گوید که ترانه «خلیج فارس» قدیمی است و او با تیم ملی فوتبال، همکاری ندارد». بی‌بی‌سی فارسی. ۲۵ آبان ۱۴۰۱.
41. ↑  ایسنا. «کنش‌های مجازی محسن چاوشی، خواننده بی‌کنسرت».
42. ↑  «محسن چاوشی رکورد شرافت و مردانگی را جابجا کرد». ایران آرت. دریافت‌شده در ۲۰۲۱-۰۳-۱۳.
43. ↑  «رکورد انسانی جدید محسن چاوشی در آزادی زندانیان ایران؛ ۸۵۱ زندانی آزاد شدند». العین فارسی. ۲۰۲۲-۰۷-۳۱. دریافت‌شده در ۲۰۲۲-۰۷-۳۱.
44. ↑  «آزادی ۸۵۱ زندانی جرایم غیرعمد با حمایت محسن چاوشی». www.ipro.ir. بایگانی‌شده از اصلی در ۳۱ ژوئیه ۲۰۲۲. دریافت‌شده در ۲۰۲۲-۰۷-۳۱.
45. ↑  «محسن چاوشی ۸۵۱ زندانی آزاد کرد». هنر ام‌روز. دریافت‌شده در ۲۰۲۲-۰۷-۳۱.
46. ↑  «آزادی ۸۵۱ زندانی جرایم غیرعمد با حمایت محسن چاوشی | خبرگزاری فارس». www.farsnews.ir. دریافت‌شده در ۲۰۲۲-۰۷-۳۱.
47. ↑  «با حمایت محسن چاوشی ۸۵۱ زندانی آزاد شدند». ۲۰۲۲-۰۷-۳۱. دریافت‌شده در ۲۰۲۲-۰۷-۳۱.[پیوند مرده]
48. ↑  «بازگشت 851 زندانی به خانه با حمایت محسن چاوشی». حادثه24. دریافت‌شده در ۲۰۲۲-۰۷-۳۱.
49. ↑  «این خواننده مشهور پاپ 851 زندانی را آزاد کرد». آرمانی نیوز. دریافت‌شده در ۲۰۲۲-۰۷-۳۱.[پیوند مرده]
50. ↑  «پرداخت حدود 7.5 میلیارد تومانی محسن چاوشی برای آزادی 851 زندانی جرایم غیرعمد - خبر زنده 31/07/2022». ۲۰۲۲-۰۷-۳۱. دریافت‌شده در ۲۰۲۲-۰۷-۳۱.[پیوند مرده]
51. ↑  «شاهکار محسن چاووشی». فرارو. ۹ مرداد ۱۴۰۱. دریافت‌شده در ۲۰۲۲-۰۸-۰۲.
52. ↑  قاصد (۲۰۲۳-۰۷-۰۸). «محسن چاووشی جمعیت حیدر را راه اندازی کرد». قاصدک خبر. بایگانی‌شده از اصلی در ۸ ژوئیه ۲۰۲۳. دریافت‌شده در ۲۰۲۳-۰۷-۰۸.
53. ↑  خبرآنلاین. «سلبریتی که به دو هزار و ۹۰۰ زندانی کمک کرد».
54. ↑  باشگاه خبرنگاران جوان. «آزادی ۷ هزار زندانی جرایم غیرعمد در کشور/ محسن چاوشی ۶۰۰ زندانی را آزاد کرد».
55. ↑  «آلبوم جدید محسن چاوشی «ابراهیم» نام گرفت». دریافت‌شده در ۲ آبان ۱۳۹۶.
56. ↑  «محسن چاوشی با "قمارباز" می‌آید». ایران آرت. بایگانی‌شده از اصلی در ۲۶ دسامبر ۲۰۱۹. دریافت‌شده در ۲۰۱۹-۰۱-۲۴.
57. ↑  "Mohsen Chavoshi on Instagram: ". "قمارباز" نام آلبوم جدیدم به تهیه کنندگی هادی حسینی. @hadi776"". Instagram (به انگلیسی). Retrieved 2019-01-24.
58. ↑  «محسن چاوشی آلبوم «واحدا» را آماده کرد». دریافت‌شده در ۲۹ آذر ۱۳۹۹.
59. 1 2  «جام‌جم برگزیدگان خود را در سال 97 شناخت/ توضیحات معاون سیما دربارهٔ دستکاری آرای مردمی- اخبار فرهنگی». خبرگزاری تسنیم. دریافت‌شده در ۲۰۱۹-۰۳-۱۴.
60. ↑  «7TH INTERNATIONAL KARAFILM FESTIVAL». بایگانی‌شده از اصلی در ۲۸ آوریل ۲۰۰۹. دریافت‌شده در ۲۷ مهر ۱۳۹۲.
61. ↑  «جشنواره حافظ». کافه سینما. دریافت‌شده در ۲۰ تیر ۱۳۹۲.
62. ↑  «چاوشی و شجریان پیشتاز جوایز مردمی». خبرگزاری مهر. دریافت‌شده در ۲۰ تیر ۱۳۹۲.
63. ↑  لیست کامل نامزدها و برنده‌های سومین جشن سالانه موسیقی ما
64. ↑  «خبرگزاری مهر - جایزه باربد».
65. ↑  «سی و دومین جشنواره موسیقی فجر به کار خود پایان داد/ اعلام برگزیدگان جایزه باربد». بایگانی‌شده از اصلی در ۲ فوریه ۲۰۱۷. دریافت‌شده در ۲۰۱۷-۰۱-۲۴.
66. ↑  «تجلیل از شجریان و چاوشی در چهارمین دوره همایش مولانا». خبرگزاری باشگاه خبرنگاران. دریافت‌شده در ۲۰۱۷-۰۴-۰۷.
67. ↑  «معرفی نامزدهای «تندیس حافظ» در موسیقی/ محسن چاوشی تندیس گرفت». خبرگزاری مهر. ۲۰۲۴-۰۳-۰۵. دریافت‌شده در ۲۰۲۴-۰۵-۰۹.
68. ↑  [mehrnews.com/x36xy3 «برگزیدگان جشن حافظ ۱۴۰۳»] مقدار |نشانی= را بررسی کنید (کمک). خبرگزاری مهر. دریافت‌شده در ۳ آذر ۱۴۰۳.
69. ↑  «معرفی نامزدهای «تندیس حافظ» در موسیقی/ محسن چاوشی تندیس گرفت». خبرگزاری مهر. ۲۰۲۴-۰۳-۰۵. دریافت‌شده در ۲۰۲۴-۰۵-۰۹.